# Oliveriana
Oliveriana – rodzaj roślin z rodziny storczykowatych (Orchidaceae). Obejmuje 14 gatunków występujących w Ameryce Południowej w Boliwii, Kolumbii, Ekwadorze, Gujanie, Peru, Wenezueli.

## Systematyka
Rodzaj sklasyfikowany do podplemienia Oncidiinae w plemieniu Cymbidieae, podrodzina epidendronowe (Epidendroideae), rodzina storczykowate (Orchidaceae), rząd szparagowce (Asparagales) w obrębie roślin jednoliściennych.
Wykaz gatunków
- Oliveriana brevilabia (C.Schweinf.) Dressler & N.H.Williams
- Oliveriana chocoana Szlach. & Kolan.
- Oliveriana ecuadorensis Dodson
- Oliveriana egregia Rchb.f.
- Oliveriana guariniae Szlach., Kolan. & Oledrz.
- Oliveriana hirtzii Dalström
- Oliveriana lehmannii Garay
- Oliveriana luerorum Szlach. & Kolan.
- Oliveriana ortizii A.Fernández
- Oliveriana pazii Szlach. & Kolan.
- Oliveriana pseudoegregia Szlach., Kolan. & Oledrz.
- Oliveriana puracensis Szlach., Kolan. & Oledrz.
- Oliveriana simulans Dodson & R.Vásquez
- Oliveriana uribe-velezii Sauleda